# جو دومبروفسکی
جو دومبروفسکی (انگلیسی: Joe Dombrowski؛ زادهٔ ۱۲ مهٔ ۱۹۹۱) دوچرخه‌سوار اهل ایالات متحده آمریکا است.
از باشگاه‌هایی که در آن بازی کرده‌است می‌توان به کنندیل–دراپاک و تیم اسکای اشاره کرد.